# 밀양영남루 휴게소
밀양영남루휴게소(Miryang Yeongnamru)는 경상남도 밀양시 무안면 정곡리에 위치한 함양울산고속도로의 휴게소이다. 양방향 모두 존재한다.

## 나들목 구조물 정보
- 위치:  경상남도 밀양시 무안면 정곡리

## 시설
- 주차장
- 화장실
- 식당
- 브랜드매장 : GS25, 던킨 도너츠
- 정유소 : EX-OIL
- LPG충전소 :
- 현금 자동 입출금기
- 전기차충전소

## 전후
함양 방향
- 창녕 분기점 ← 밀양영남루휴게소 ← 서밀양 나들목

울산 방향
- 창녕 분기점 → 밀양영남루휴게소 → 울주 휴게소